# Gouvernement Klassou II
Quatrième République
Sélom Klassou I Tomégah-Dogbé I
Le gouvernement du Togo du 24 janvier 2019 ou gouvernement Komi Sélom Klassou II est l'équipe ministérielle nommée le 24 janvier 2019 par le Premier ministre togolais Komi Sélom Klassou. Il est composé de 23 portefeuilles ministériels.

## Historique
À la suite des élections législatives du 20 décembre organisées par la Commission électorale nationale indépendante (CENI) du Togo, le gouvernement du Premier ministre Komi Sélom Klassou, alors élu député dans la circonscription du Haho, donne sa démission et celle de son gouvernement au chef de l'état Togolais Faure Gnassingbé le 4 janvier 2019. À la suite de cela, vingt jours se sont écoulés pour trouver un nouveau premier ministre et former une nouvelle équipe et le Président Faure Gnassingbé reconduit le Premier ministre Komi Sélom Klassou.

## Composition

### Premier ministre
| Portrait           | Fonction         | Titulaire | Titulaire          | Parti |
| ------------------ | ---------------- | --------- | ------------------ | ----- |
| Komi Sélom Klassou | Premier ministre |           | Komi Sélom Klassou | UNIR  |

### Ministres
Le ministère de la Défense et des Anciens Combattants est rattaché à la Présidence de la République La nouvelle équipe est composée de :
| Fonction | Titulaire                        | Titulaire              | Parti |
| --- | -------------------------------- | ---------------------- | ----- |
| Ministre du Développement à la base, de l'Artisanat et de la Jeunesse                                                                |                                  | Victoire Tomégah-Dogbé | UNIR  |
| Ministre de la Fonction publique, du Travail, de la Réforme administrative et de la Protection sociale                               | Gilbert Bawara                   |                        | UNIR  |
| Ministre des Postes, de l'Économie Numérique et des innovations technologiques                                                       | Cina Lawson                      |                        | UNIR  |
| Ministre de la Sécurité et de la Protection Civile                                                                                   | Damehane Yark                    |                        | UNIR  |
| Ministre de l'Agriculture, de la Production animale et halieutique                                                                   | Noël Koutéra Bataka              |                        | UNIR  |
| Ministre des Affaires étrangères, de l'Intégration africaine et des Togolais de l'extérieur                                          | Robert Dussey                    |                        | UNIR  |
| Ministre de l'Administration territoriale, de la Décentralisation et des Collectivités locales                                       | Payadowa Boukpessi               |                        | UNIR  |
| Ministre de l'Économie et des Finances                                                                                               | Sani Yaya                        |                        | UNIR  |
| Garde des Sceaux Ministre de la Justice                                                                                              | Pius Agbetomey                   |                        | UNIR  |
| Ministre des Mines et des Énergies                                                                                                   |                                  | Dèdèriwè Ably-Bidamon  | ?     |
| Ministre de la Santé et de l'Hygiène publique                                                                                        |                                  | Moustafa Mijiyawa      | UNIR  |
| Ministre du Commerce, des Transports, de l'Industrie, du Développement du secteur privé et de la Promotion de la consommation locale | Kodjo Adedze                     |                        | UNIR  |
| Ministre de l'Enseignement technique, de la Formation et de l'Insertion professionnelle                                              | Tairou Babiègue                  |                        | UNIR  |
| Ministre de la Planification du Développement et de la Coopération                                                                   | Demba Tignokpa                   |                        | UNIR  |
| Ministre de l'Action sociale, de la Promotion de la Femme et de l'Alphabétisation                                                    | Léa Tchabinandi Kolani Yentchare |                        | UNIR  |
| Ministre de l'Eau, de l'Équipement rural et de l'Hydraulique villageoise                                                             | Antoine Lékpa Gbegbeni           |                        | UNIR  |
| Ministre des Droits de l’homme et chargé des Relations avec les institutions de la République                                        | Christian Eninam Trimua          |                        | UNIR  |
| Ministre des Infrastructures et des Transports                                                                                       | Zouréhatou Kassah-Traoré         |                        | UNIR  |
| Ministre de l'Enseignement supérieur et de la Recherche                                                                              |                                  | Koffi Akpagana         | ?     |
| Ministre de l'Environnement, du Développement durable et de la Protection de la nature                                               |                                  | David Wonou Oladokoun  | UNIR  |
| Ministre de la Culture, du Tourisme et des Loisirs                                                                                   | Kossivi Egbetognon               |                        | UNIR  |

### Ministres délégués
| Fonction         | Ministre de tutelle                                                      | Titulaire | Titulaire                  | Parti |
| ---------------- | ------------------------------------------------------------------------ | --------- | -------------------------- | ----- |
| Ministre délégué | Ministre de l'Eau, de l'Équipement rural et de l'Hydraulique villageoise |           | Kanfitine Issa Tchede      | UNIR  |
| Ministre         | Président de la République                                               |           | Arouna Batiem Silly Kpabre | ?     |